# Harijevih 16
Harijevih 16 je peti album hrvatskog pjevača Harija Rončevića koji sadrži 16 pjesama. Objavljen je 1998. godine.

## Popis pjesama
1. "Još ne znam kud s tobom"
2. "Ako mi još jednom oprostiš"
3. "Još tvog je poljupca na mojim usnama"
4. "Marina"
5. "Napuštam sve"
6. "Buntovnik s razlogom"
7. "Pusti me"
8. "Getanin"
9. "Japan - New York"
10. "Lutam"
11. "Ljubav boli"
12. "Žigolo"
13. "Mulac"
14. "Vodi me"
15. "Hvala ti"
16. "Ajde, srećo"